# Uttargaya
Uttargaya (en népalais : उत्तरगया) est une municipalité rurale du Népal située dans le district de Rasuwa. Au recensement de 2011, elle comptait 8 255 habitants.
Elle regroupe les anciens comités de développement villageois de Dandagaun, Laharepauwa, Thulogaun et une partie de Haku.